# Стененки
Стененки (рос. Стененки) — присілок в Юхновському районі Калузької області Російської Федерації.
Населення становить 93 особи. Входить до складу муніципального утворення Село Климов Завод.

## Історія
Від 2004 року входить до складу муніципального утворення Село Климов Завод

## Населення
| 2002 | 2010 |
| ---- | ---- |
| 150  | ↘93  |